# Hebardina flavilatera
Hebardina flavilatera är en kackerlacksart som först beskrevs av Henri Saussure 1895.  Hebardina flavilatera ingår i släktet Hebardina och familjen storkackerlackor. Inga underarter finns listade i Catalogue of Life.